# Xylaire du bois
Xylaria hypoxylon
Espèce
La Xylaire du bois (Xylaria hypoxylon) est une espèce de champignons ascomycètes de la famille des xylariacées, du genre Xylaria.

## Étymologie
Son nom scientifique qui utilise deux fois la racine grecque xûlon, "bois", peut se traduire par "lignicole presque ligneux".

## Description

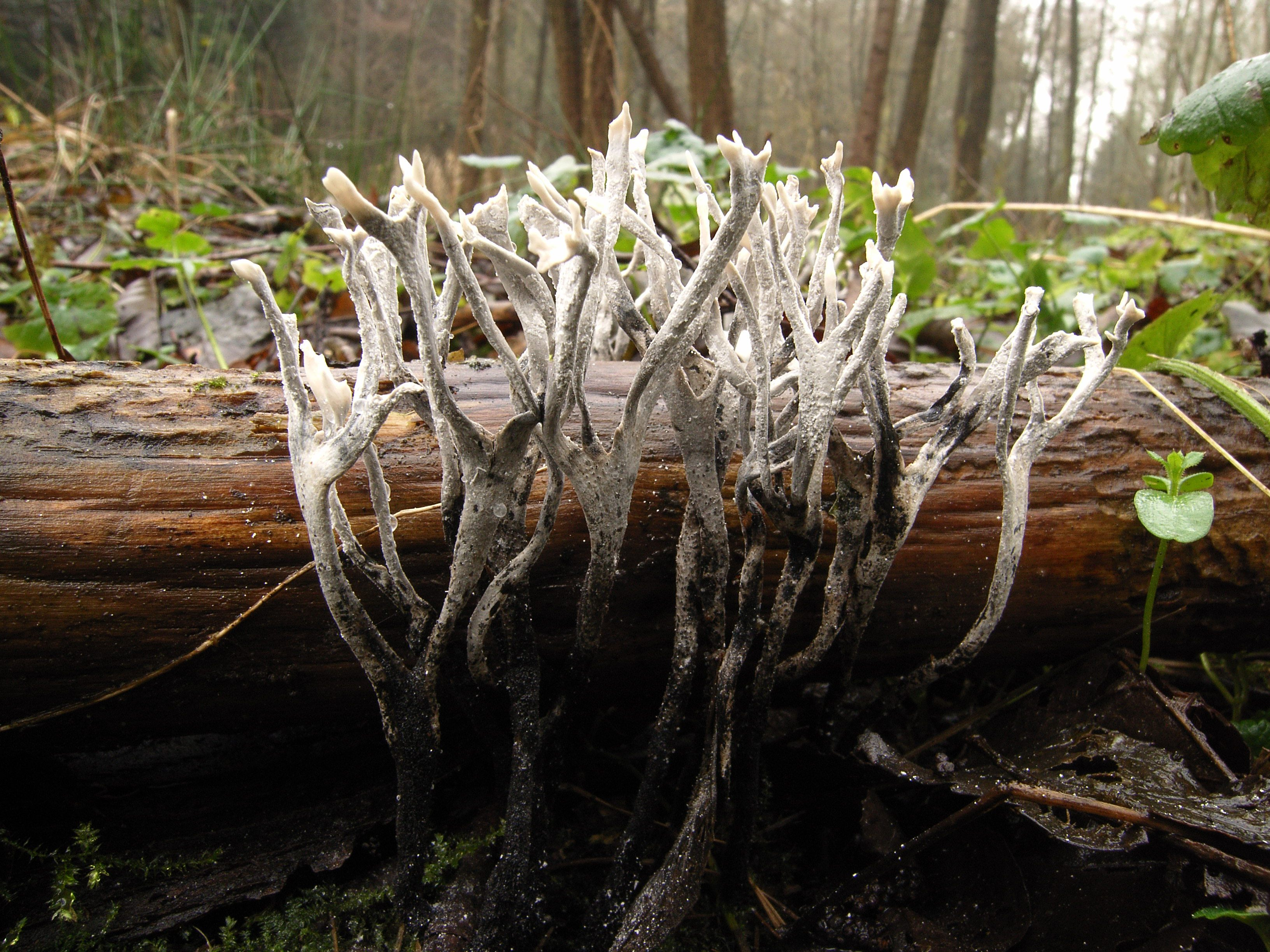
Exemplaires très ramifiés

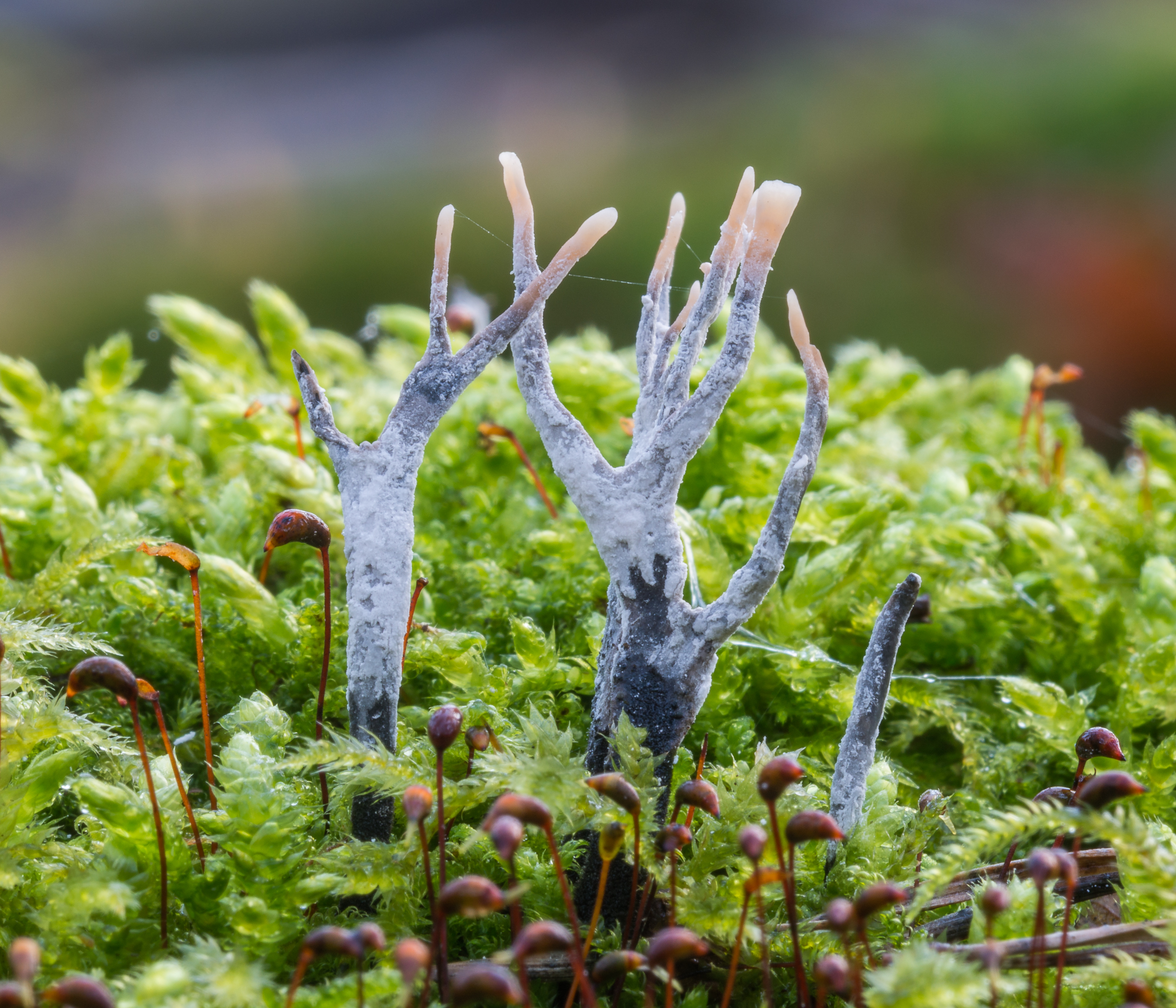
Xylaria hypoxylon en décembre.

- Le chapeau de ce champignon se présent sous forme petits rameaux de 2 à 8 cm[2]. Ce sont des stromas dont la forme ressemble aux bois de cervidés[3]. Ils sont aplatis et couverts d'une poussière blanche[2].

Cette couleur est due aux conidies qui sont hyalines et formées sur des conidiophores blancs. Les asques sont unituniqués et inoperculés. Les ascospores sont brunes et lisses de dimension 10-14 X 4-6 µm. Elles sont formées dans des périthèces, inclus dans le stroma.
Le pied de la xylaire du bois mesure entre 1 et 3 cm. Il est noir et duveteux. Cette espèce produits des spores de couleur brun-noir.
La chair de ce champignon est blanche, coriace, sans odeur ni saveur particulières.
L'espèce présente un aspect assez variable car elle évolue avec l'âge : d'abord en tige simple quasi cylindrique, puis se ramifiant progressivement. Lorsque l'aspect externe est entièrement noir et filiforme, le champignon est alors sexué.

## Écologie
Très commune dans les régions tempérées, la Xylaire du bois pousse pratiquement toute l'année et notamment en fin d'automne, souvent parmi la mousse qui recouvre les morceaux de bois mort ou les souches des feuillus. C'est un saprophyte. Ce champignon est communément observable durant le printemps.

## Comestibilité
Outre sa petite taille, la Xylaire du bois n'offre aucun intérêt pour la consommation.

## Espèces proches et confusions possibles
Les espèces proches sont d'autres Xylaires, comme Xylaria polymorpha. Une confusion est également possible avec Xylaria carpophila, qui est cependant plus fin et ne se développe pas aux mêmes endroits ou avec Xylaria oxyacanthae.